# هليلج بيضاوي

هليلج بيضاوي (الاسم العلمي:Terminalia oblonga) هو نوع نباتي يتبع جنس الهليلج من الفصيلة القمبريطية.